# Tilapia imbriferna
Tilapia imbriferna é uma espécie de peixe da família Cichlidae.
É endémica de Camarões.